# مطار لوق
مطار جناني في لوق (إياتا: LGX، إيكاو: HCMJ) هو مطار يخدم مدينة لوق بمحافظة جدو الصومال.